# 早野ビル
早野ビル（はやのビル）は、熊本県熊本市中央区練兵町にある建築物である。

## 歴史
1924年（大正13年）に、早野建物合名会社により建設され、熊本では初の貸ビルであると伝えられている。設計は熊本県工業学校卒の矢上信次。鉄筋コンクリート構造の地上3階建（一部4階建）で、2階から3階に連続した窓周りや外壁の柱に特徴的な装飾が施されている。正面の通りには、本ビルと同じ1924年に開通した熊本市電が通り、慶徳校前停留場が最寄りとなる。1996年（平成8年）12月20日には登録有形文化財に登録された。活版印刷所やギャラリー、デザイン事務所、熊本県精麦協同組合などが入居し、2016年4月に発生した熊本地震では大きな被害は免れた。